# Parque nacional de Huai Nam Dang
El parque nacional de Huai Nam Dang (en tailandés, อุทยานแห่งชาติห้วยน้ำดัง) es un área protegida del norte de Tailandia, dentro de las provincias de Chiang Mai y Mae Hong Son. Se extiende por una superficie total de 1.252 kilómetros cuadrados. 
Anteriormente fue conocida como una zona del proyecto de desarrollo de las tierras altas de Doi Sam Muen. Huai Nam Dang fue declarado 81.º parque nacional de Tailandia por el Departamento Forestal Real el 14 de agosto de 1995. Este parque montañoso presenta vistas espectaculares de montañas, cascadas y manantiales.